# Cosmosoma advena
Cosmosoma advena là một loài bướm đêm thuộc phân họ Arctiinae, họ Erebidae.